# بزرگ علوی
سید مجتبی آقابزرگ علوی (۱۳ بهمن ۱۲۸۲، تهران – ۲۸ بهمن ۱۳۷۵ برلین) ملقب به آقا بزرگ علوی و بزرگ علوی نویسندهٔ واقع‌گرا، فعّالِ سیاسیِ چپ‌گرا، روزنامه‌نگار نوگرا و استاد زبان فارسی ایرانی بود که بیش از چهار دهه از نیمهٔ دوم سدهٔ بیستم را در آلمان زیست و به ترجمه، نقد و فرهنگ‌نامه‌نویسی پرداخت.

## زندگی

بزرگ علوی احتمالاً در بیست سالگی، پیش از نخستین سفرش به آلمان.

بزرگ علوی در ۱۳ بهمن ماه ۱۲۸۲ (سوم فوریه ۱۹۰۴) در محلۀ چال میدان تهران متولد شد. پدر او سید ابوالحسن و پدر بزرگش سید محمد صراف نمایندهٔ نخستین دوره مجلس شورای ملی بود. مادر وی نوهٔ مجتهدی به نام محمد حسین طباطبایی بود. 
سید ابوالحسن علوی و همسرش خدیجه قمر السادات که از طرفداران مشروطیت بودند، سه دختر و سه پسر، مجموعاً شش فرزند، داشتند که مجتبی فرزند سوم آنان بود. ابوالحسن علوی از اعضای حزب دموکرات ایران بود که این حزب به گواه تاریخ از بدو تشکیل در آغاز مشروطه با نفوذ بیگانگان یعنی انگلیس و روس که در آن زمان چشم طمع به ایران دوخته بودند، مقابله می‌کرد.
علوی همپای صادق هدایت در دگرگونی داستان‌نویسی ایران تأثیر گذاشت و همانند او به سبک واقع‌گرایی می‌پرداخت؛ «با گرایش‌های رومانتیکی که در روحیهٔ ایرانی ریشه دارد.» و با نثری که «طنین زیبا پرستانه‌ای دارد»، در داستان‌پردازی‌هایش به نوآوری گرایش داشت. در بیشتر آثارش، ابتدا گِرِهی هست و حادثهٔ اصلی پیشتر روی داده‌است و راوی، حادثهٔ داستان را بازسازی می‌کند. 
این شگرد را اساساً ویژهٔ ادبیات پلیسی می‌دانند. به سبک واقع‌گرایی اجتماعی می‌پرداخت و در داستان‌هایش به نابسامانی‌های اجتماعی روی می‌آورد؛ شخصیت‌های داستان‌هایش پویا یا مبارز هستند.

خانواده‌اش بازرگان و مشروطه‌خواه بودند. در ۱۳۰۲/۱۹۲۳م همراه پدرش به آلمان رفت و در رشته علوم تربیتی و روانشناسی ادامهٔ تحصیل داد تا در ایران آموزگار شود.
پدرش سید ابوالحسن علوی از کنشگران سیاسی بود که در ۱۳۰۶/۱۹۲۷م در برلین خودکشی کرد. بزرگ علوی سال بعد به ایران بازگشت و در مدرسه صنعتی شیراز یک سال به تدریس زبان آلمانی پرداخت. او که از نسل نخستین دانش‌آموختگان ایرانیِ اروپا در آغاز سدهٔ ۱۴ ه‍.ش (دهه ۱۹۲۰م) به‌شمار می‌رفت، نخستین داستان برجسته‌اش، «سربازِ سُربی» را در دههٔ ۱۳۰۰ش نگاشت.

در ۱۳۰۸/ ۱۹۲۹م در تهران، تدریس و نویسندگی را ادامه داد. ترجمهٔ کتاب حماسه ملی ایران از تئودور نولدکه را آغاز کرد و بخش‌هایی از آن را در مجلهٔ شرق (سعید نفیسی) چاپ کرد. در ۱۳۱۰/۱۹۳۱م با صادق هدایت آشنا شد و همراه مسعود فرزاد و مجتبی مینوی، گروه نوگرای ربعه را در برابر ادیبان سنت‌گرا برپا کرد. سپس به‌طور مشترک با صادق هدایت و شین پرتو، مجموعه داستان انیران را در همان سال چاپ کرد.
در این دوران در مجله دنیا با تقی ارانی نیز همکاری می‌کرد و با نام مستعار «فریدون ناخدا» مقاله می‌نوشت. نخستین مجموعه داستان خود را در ۱۳۱۳/۱۹۳۴م با عنوان چمدان نشر کرد که تأثیرپذیری‌اش از صادق هدایت و روان‌کاوی زیگموند فروید در آن آشکار است.
در اردیبهشت ۱۳۱۶/آوریل ۱۹۳۷.م همراه گروه پنجاه و سه نفر دستگیر، محاکمه و به جرم پیروی از کمونیسم به هفت سال زندان محکوم شد؛ تا شهریور ۱۳۲۰ /اوت ۱۹۴۱.م زندانی ماند.

بزرگ علوی در آثاری که پس از رهایی از زندان نوشت، به واقع‌گرایی انتقادی پرداخت.
در ورق‌پاره‌های زندان (۱۳۲۰/ ۱۹۴۱) که آن را پنهانی در زندان می‌توانست ثبت کند، روزانه‌نویسی‌ها و خواسته‌های هم‌بندیان خود را آشکار ساخت. ۵۳ نفر نیز از دوران زندانش سخن می‌گوید و تصویری است از مبارزه‌های روشنفکران در دورهٔ پهلوی اول.
در ۷ مهر همان سال، عضو حزب توده ایران و از اعضای بنیان‌گذار آن شد، در ۱۳۲۲/ ۱۹۴۳م عضو هیئت مدیرهٔ انجمن روابط فرهنگی ایران و شوروی و سردبیر پیام نو شد و تا ۱۳۳۰/ ۱۹۵۱م ترجمه‌ها، نقدها، داستان‌ها و سفرنامه‌هایی در این مجله و مجلات سخن و مردم به چاپ رساند. در برگزاری نخستین کنگرهٔ نویسندگان ایران در تیر ۱۳۲۵/ ژوئن ۱۹۴۶م مشارکت فعال داشت.

سومین مجموعه داستان خود، نامه‌ها را در ۱۳۳۰/۱۹۵۱ پایان داد که مضمونش پیرامون اختلاف میان پدران و پسران است که در راه پیشرفت و پیشبرد با محافظه‌کاران مبارزه می‌کنند.
شاهکار خود، چشم‌هایش را در ۱۳۳۱/۱۹۵۲ چاپ کرد که رمانتیک و بر بستر مسائل سیاسی و مبارزاتی نوشته شده‌است. در ابتدای تابستان ۱۳۳۲/ژوئن ۱۹۵۳ برای شرکت در یک جشنوارهٔ ادبی به پراگ رفت.
به‌هنگام کودتای ۲۸ مرداد، به آلمان شرقی رفت و پس از مدتی، به استادی دانشگاه هومبولت در رشتهٔ زبان و ادبیات فارسی منصوب شد. سپس در سال‌های بعد، به ایران‌شناسی روی آورد و داستان‌هایی دربارهٔ امیدها و رنج‌های مهاجران و آوارگان ایرانی در اروپا نگاشت. برخی از آن داستان‌ها را در مجموعه‌های میرزا و مجلهٔ کاوه منتشر کرد.
رمانی با عنوان سالاری‌ها (۱۳۵۷/ ۱۹۷۸) دربارهٔ تحولات خانواده‌ای اشرافی در دهه ۱۳۰۰/ ۱۹۲۰ نوشت. در موریانه (۱۳۷۲/ ۱۹۹۳)، واپسین سال‌های پادشاهی ایران را از دید یک مقام ساواک بررسی کرد.
رمان روایت را دربارهٔ زندگی یک مبارز حزبی در سال‌های پیش و پس از کودتای ۲۸ مرداد نوشت که پس از مرگش در ۱۳۷۷/ ۱۹۹۸ چاپ شد.

او را از نویسندگان برجستهٔ ایرانی در سده ۲۰م می‌دانند که ابتکار ویژهٔ داستان‌نویسی داشته وآثارشان راهگشای نسلی نوگرا شد و نفوذشان به اندازه‌ای بود که واقع‌گرایی بر داستان‌نویسی ایرانی چیرگی همیشگی یافت.

### دوران تحصیل
بزرگ علوی به همراه برادرش مرتضی علوی در سال ۱۹۲۰ (۱۲۹۹–۱۲۹۸ شمسی) جهت تحصیل روانهٔ آلمان شد و دوران دبیرستان را در شهرهای مختلف از جمله شهری که امروزه در لهستان قرار گرفته گذراند. او در دوران اقامت در آلمان چند اثر ادبی آلمانی را به فارسی برگرداند. در سال ۱۹۲۷ (۱۳۰۵ و ۱۳۰۶ شمسی) پدر وی با یک شکست بزرگ تجاری تاب نیاورده و خودکشی کرد. یک سال پس از این اتفاق علوی از دانشگاه مونیخ فارغ‌التحصیل شد و به ایران بازگشت.

### بازگشت به ایران
در آن زمان یک بورس تحصیلی برای ادامه تحصیل در آلمان به وی تعلق می‌گرفت اما با این وجود علاقه‌ای نشان نداد و در شیراز به عنوان معلم در خدمت معارف قرار گرفت. 
در این شهر بود که او نخستین کار ادبی را با ترجمه قطعه‌ای از آثار شیلر تحت عنوان «دوشیزه اورلئان» آغاز کرد. علوی در آن سالیان قرار ماندن در یک جا نداشت و در شهرهای گوناگونی در شمال در رفت‌وآمد بود که گاهی هم برای مدتی به تهران می‌رفت. 
این سرگردانی‌ها و ناآرامی‌ها با استخدام برای معلمی در هنرستان صنعتی تهران پایان یافت، او در سال ۱۳۱۰ کار در هنرستان را آغاز کرد و در همین دوران به گروهی از روشنفکران سوسیالیست و به رهبری تقی ارانی پیوست.
سرانجام او در سال ۱۳۱۶ به همراه ۵۲ تن دیگر بازداشت شد و به زندان افتاد. کتاب «پنجاه و سه نفر» او خاطرات دوران حبس و اعضای گروه سوسیالیست و تحمل سختیهای آنان در زندان است. او همچنین در این باره مجموعه داستان‌های کوتاه «ورق‌پاره‌های زندان» را نوشت. با اخراج رضاشاه از ایران و حوادث شهریور ۱۳۲۰ این گروه از زندان آزاد شدند.
پس از جنگ جهانی دوم، علوی به کمونیسم اتحاد شوروی گرایش پیدا کرد و از جمهوری ازبکستان در آن کشود دیدار نمود و کتابی با عنوان «ازبک‌ها» به رشته تحریر درآورد. 
او همچنین یکی از بنیانگذاران حزب توده ایران بود و در کنار تقی ارانی و ایرج اسکندری، نخستین دوره مجله دنیا را منتشر می‌کرد. 
در تهیه و انتشار مجله دنیا، از همان آغاز، ایرج اسکندری با نام مستعار «جمشید» و بزرگ علوی با نام مستعار «فریدون ناخدا» شرکت فعال داشتند.

### دوستی با صادق هدایت
یکی از ویژگی‌های زندگی علوی نزدیکی و محشور بودن او با صادق هدایت است. این داستان که از زبان خودش چنین آغاز می‌شود: «در دوران مدرسهٔ ابتدایی که آقای غلامعلی فریور که یکی از رجال پاک و وارستهٔ دوران ما است همکلاسی بودم. چون هر دوی ما کوتاه قد بودیم روی نیمکت جلوی کلاس پهلوی هم می‌نشستیم. این همکلاس بودن به دوستی انجامید…»
وقتی علوی در سال ۱۹۲۸ از آلمان به تهران می‌آید، به جستجوی دوست قدیمی خود غلامعلی فریور می‌پردازد و به مصداق «عاقبت جوینده یابنده بود» او را می‌یابد روزی در خانهٔ غلامعلی فریور کتاب «پروین دختر ساسان» به دستش می‌افتد آن را می‌خواند و می‌بیند که با کتاب‌های موجود آن دوران هم سطح نیست و از نظر شکل و محتوا چیز دیگری است از آقای فریور می‌پرسد: «نویسندهٔ این کتاب کیست؟»، آقای فریور در پاسخ می‌گوید: «جوان خوب و خوشمزه‌ای است، باید با او آشنا شوی…» مدتی پس از این گفتگو روزی علوی و فریور در خیابان ناصریه آن زمان و ناصر خسروی بعدی، به کتابخانهٔ معرفت می‌روند تصادفاً صادق هدایت هم آنجا بوده‌است که فریور می‌گوید: «این همان آقا است». این سرآغاز آشنایی این دو دوست است که بعدها «مسعود فرزاد» و «مجتبی مینوی» نیز به آن‌ها می‌پیوندند و جمعی به وجود می‌آید که بعدها گروه ربعه نامیده شد.
نامگذاری «ربعه» را خود علوی این‌گونه شرح داد: «در آن روزها هدایت، مینوی و فرزاد و من (که بعدها دیگران هم به آن پیوستند) دیدارهای مرتبی داشتیم بازار ادب در انحصار هفت هشت شخصیت ممتاز بود مثل حکمت، تقی‌زاده، اقبال، قزوینی، سعید نفیسی و از این شمار. 
یک روز همین‌طور بی مقدمه فرزاد گفت ما خودمان هم گروه «ربعه» هستیم گفتیم بابا ربعه که معنا ندارد، فرزاد در پاسخ گفت: معنا ندارد ولی با سبعه (هفت) قافیه دارد با این ترتیب بود که ربعه در برابر سبعه پیدا شد وگرنه گروهی با نام و برنامه‌ای خاص نبود بلکه تنها زاییدهٔ یک شوخی بود.»

### زندگی در آلمان شرقی و استادی در دانشگاه هومبولت برلین
علوی، که از مشاوران کمیتهٔ مرکزی حزب توده بود، مدتی پیش از وقوع کودتای ۲۸ مرداد در ۱۰ فروردین ۱۳۳۲ در ۴۹ سالگی برای اخذ «مدال صلح» از ایران به وین و از طریق پراگ به بوداپست سفر کرد. او، با وقوع کودتا، در اروپا ماندگار شد و از آلمان شرقی تقاضای پناهندگی کرد، اما اعطای پناهندگی به او چند ماه طول کشید و به اتریش بازگشت. بزرگ علوی، در نهایت، در دسامبر ۱۹۵۳ موفق به اخذ ویزای آلمان شرقی شد و تا هنگام وقوع انقلاب ۱۳۵۷ در برلین شرقی سکونت داشت. او در سال ۱۳۳۵ ازدواج کرد. نظر به تسلط علوی بر زبان آلمانی، در سپتامبر ۱۹۵۵ (شهریور ۱۳۳۴)، از سوی رضا رادمنش، دبیراول حزب توده، رسماً به‌عنوان «مسئول مستقیم همهٔ امور اعضای حزب توده در جمهوری دموکراتیک آلمان» منصوب شد. علوی در دانشگاه هومبولت برلین به‌عنوان استادیار اشتغال یافت و مأموریت گرفت تا در پایه‌گذاری رشتهٔ ایران‌شناسی و زبان فارسی شرکت کند. در سال ۱۹۵۹ کرسی استادی دریافت کرد و تا ۶۵ سالگی (۱۹۶۹) در این دانشگاه به تحقیق و تدریس پرداخت. ازجمله ثمرات این دوران، تدوین فرهنگ فارسی–آلمانی با همکاری پروفسور هاینریش یونکر است.
برخی از شاگردان مجرب او، مانند پروفسور ورنر زوندرمان و پروفسور توماس ادوارد لارنس، در دانشگاه‌های برلین و برخی دیگر در کتابخانه‌های آلمان مشغول فعالیت هستند. او پس از بازنشستگی از کار دست نکشید و در کنار رسیدگی به رساله‌های دکتری و تحقیقات شاگردانش، به پاسخگویی به سؤالات فراوان اهل فرهنگ می‌پرداخت و گاهی ساعت‌ها وقت صرفِ یافتن منابع و اسناد می‌کرد و دستِ رد به سینهٔ کسی نمی‌زد.
از بین مجموعه داستان‌های کوتاه علوی، چمدان از همه مشهورتر است، که تأثیر به‌سزای روان‌شناسی فروید در آن مشهود است. همچنین، رمان چشم‌هایش (۱۳۳۱/۱۹۵۲) از آثار بسیار معروف اوست. این رمان اثری سخت مجادله‌انگیز است و دربارهٔ رهبر یک تشکیلات زیرزمینیِ انقلابی و زنی از طبقهٔ مرفه است که به او عشق می‌ورزد. علوی آثاری نیز به زبان آلمانی نگاشته است که از آن جمله، مبارزات ایران و تاریخچه و تحول ادبیات فارسی نوین را می‌توان نام برد.
علوی مدخل‌هایی برای دائرةالمعارف ادبی کیندلر نیز نوشت.

### درگذشت
علوی پس از پیروزی انقلاب ۵۷، برای مدت کوتاهی به ایران بازگشت، لیکن دوباره ایران را به مقصد آلمان شرقی ترک نمود. علوی به علت سکتهٔ قلبی در بیمارستان فریدریش هاین برلین بستری شد و سرانجام در روز یکشنبه ۲۸ بهمن ۱۳۷۵ برابر با ۱۶ فوریه ۱۹۹۷ درگذشت.
علوی یک فرزند پسر از همسر اول خود فاطمه علوی به نام مانی دارد و شریک زندگی بزرگ علوی، گرترود (Gertrud Paarszh) است که در برلین زندگی می‌کند.
کیهان لندن به تاریخ ۶ فروردین ۱۳۹۵ گزارشی از آرامگاه علوی نوشت که بر پایهٔ قوانین ایالتی شهر برلین آرامگاه بزرگ علوی در گورستان کلمبیادام، پس از گذشت ۲۰ سال از مرگش باید واگذار شود یا تغییر کاربری دهد. جامعه ایرانیان آلمان برای نگهداشت آرامگاهش به عنوان یکی از مشاهیر، نامه‌ای به فرمانداری ایالتی برلین نوشته‌است.

## نویسندگی

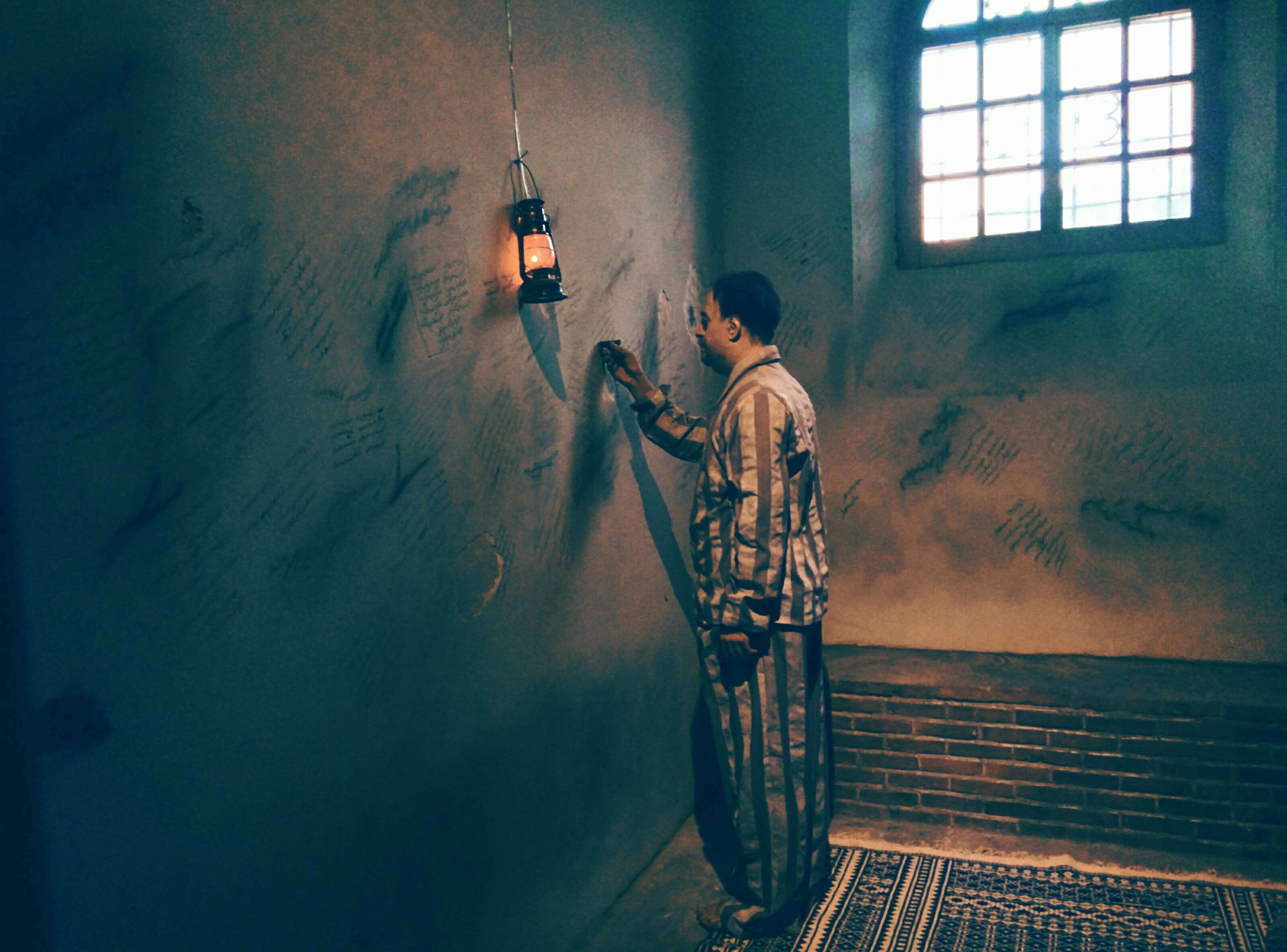
بزرگ علوی چهارسال در زندان قصر محبوس بود؛ این دوران تأثیری آشکار بر بخشی از آثارش به‌جای گذاشت و او را مبدع ادبیات مدرن داستانی زندان در ایران می‌دانند.

بزرگ علوی را بنیان‌گذار ادبیات داستانی زندان در زبان فارسی دانسته‌اند. گرایش علوی به اثر آفرینی اجتماعی او را برجسته کرد. محمد بهارلو در این باره گفت:
 منظور از ادبیات اجتماعی به‌دست‌دادن احساسِ خاص زمان نویسنده از حیث اجتماعی و تاریخی و فرهنگی است؛ به‌این معنی که خواننده حس کند نویسنده در کانون یک صحنه عمومی، یک کش‌مکش، ظاهر شده‌است و دارد شهادت می‌دهد و بنای این شهادت بر انتقاد اجتماعی است. در نوشته‌های دوره دوم نویسندگی علوی ـ بعد از مجموعه داستان «چمدان» ـ در آثاری مانند «ورق‌پاره‌های زندان» و «نامه‌ها»، این تمایل یا گرایش کاملاً محسوس است، و در خاطرات رمان‌گونه او «پنجاه‌وسه نفر» به اوج خود می‌رسد. در این آثار آنچه تازگی دارد نوشتن دربارهٔ زندان است، از زندانی و زندان‌بان و خاطرات ایام حبس؛ چیزی که می‌توان آن را «ادبیات زندان» نامید و علوی مُبدع آن است.
 بنا به گفتهٔ بهارلو، احمد محمود و نسیم خاکسار و علی‌اشرف درویشیان از بزرگ علوی تأثیر گرفتند. او گفته که علوی در واپسین سال‌های زندگی، خود را قربانی سیاست می‌دانسته و در یکی از آخرین مقاله‌هایش با عنوان «می‌خواستم نویسنده شوم» توضیح می‌دهد که مدت‌ها میان دو گروه نوسان می‌کرده یا در واقع سرگردان بوده‌است؛ یکی گروه پنجاه‌وسه نفر و مبارزان سیاسی به رهبری تقی ارانی و دیگری گروه «ربعه» و روشن‌فکران ادبی به رهبری صادق هدایت. او با تأسف و حسرت آشکاری می‌نویسد که کاش صرفاً در جرگه هدایت سر می‌کرد و قادر بود در همان فضای ادبی جولان بدهد و زندگی خود را وقف نوشتن کند.

جمال میرصادقی بیان کرده که بزرگ علوی همواره روحیهٔ مبارزه‌جویانهٔ خود را در آثارش حفظ کرده و از این حیث به کلی با هدایت متفاوت است. آثار هدایت رو به ناامیدی است؛ ولی علوی در داستان‌هایش نگاهی منفعل ندارد و آدم‌های داستانی‌اش مانند شخصیت‌های هدایت سرخورده نیستند. جمال میرصادقی او را همراه احمد محمود و صادق چوبک، تنها سه نویسندهٔ موردعلاقهٔ خود بیان کرد. بزرگ علوی به سبک واقع‌گرایی اجتماعی می‌پرداخت و در داستان‌هایش به نابسامانی‌های اجتماعی روی می‌آورد.

### چمدان
چمدان نخستین مجموعه داستان‌های کوتاه برجستهٔ علوی است که نخست در ۱۳۱۳/ ۱۹۳۴م نشر شد. داستان‌های «چمدان»، قربانی»، «عروس هزار داماد»، «تاریخچهٔ اتاق من»، «سرباز سربی»، «شیک پوش»، «رقص مرگ» را در ۲۵۴ صفحه در برمی گیرد. دو سال پس از نشر آن، علوی زندانی شد و تا ۱۳۲۰/ ۱۹۴۱م محکوم به زندان بود (تا پایان دوره رضاشاه). با نثری روان و ساده نگاشته شده‌است. علوی در این داستان‌ها فرهنگ همگانی را بازمی‌تاباند و تصویر ناکامی‌ها و سیه‌روزی‌های آنان را نشان می‌دهد؛ سبک واقع‌گرایی‌اش به محمد علی جمالزاده و صادق هدایت نزدیک می‌شود، با این تفاوت که شخصیت‌های داستان‌های علوی از دید پویایی و زندگی اجتماعی با شخصیت‌های داستان‌های هدایت، که نگرشی دیگرگونه نسبت به جهان دارند، فرق می‌کنند.

### ورق‌پاره‌های زندان
هر کسی در زندگانی‌اش فقط یک بار می‌تواند ستارهٔ دنباله‌دار را ببیند … یک بار، فقط یک بار این در زندگی اشخاص روی می‌دهد. خوشبختی هم مثلِ ستارهٔ دنباله‌دار فقط یک بار در زندگی مردم پیدا می‌شود. بعضی‌ها، از این یک بار هم برخوردار نشده‌اند.

از مجموعه «ورق‌پاره‌های زندان»
ورق‌پاره‌های زندان در ۱۳۲۰/ ۱۹۴۱م چاپ شد و بزرگ علوی آن را به خواهرش بدری علوی پیشکش داده‌است؛ فداکارترین و از خود گذشته‌ترین زنی که در زندگی‌اش دیده‌است. در دیباچه‌اش نوشته که عنوانِ ورق‌پاره‌های زندان «اسم بی‌مسمایی برای این یادداشت‌هایی که اغلب آن در زندان تهیه شده، نیست. در واقع اغلب آن‌ها روی ورق پاره، روی کاغذ قند، کاغذ سیگار اشنو یا پاکت‌هایی که در آن برای ما میوه و شیرینی می‌آوردند، نوشته شده‌است؛ و این کار بدون مخاطره نبوده‌است. در زندان اگر مداد و پاره کاغذی مأموران زندان در دست ما می‌دیدند، جنایت بزرگی به‌شمار می‌رفت.» بر پایه این دیباچه، این کتاب نوشته‌های او در زندان است و برای توصیف شرایط سیاسی و اجتماعی آن دوران از تاریخ ایران نوشته شده‌است حال آنکه خواندن و نوشتن در زندان‌های دوره اش، ممنوع بوده‌است. کمتر به رویدادها و جزئیات زندان اشاره شده و بیشتر به زندگی، سرگذشت و دلایل محکومیت هم‌بندهایش در قالب پنج فصل/پنج داستان می‌پردازد که کتاب را یک مجموعه داستان کوتاه می‌کند. در این داستان‌ها عشق‌ها و زندگی‌هایی که جان‌سوزانه به جدایی و زندان شدن یکی از معشوقه‌ها کشیده می‌شود و هم‌بند آقای علوی می‌شوند نماش داده می‌شود، داستان‌های ایرج و روشن، آقای م و دختر خاله‌اش، ببولی، مرتضی و مارگریتا… که چند تای آن‌ها در گفتگوی مستقیم با خود نویسنده یادداشت شده‌اند و چند تای دیگر هم مکاتبات و یادداشت‌های بجا مانده‌اند.

### چشم‌هایش

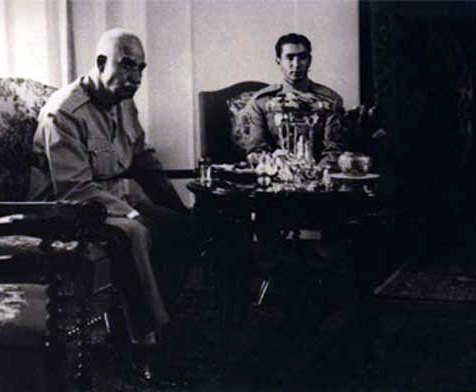
بزرگ علوی در رمان چشم‌هایش با پرداختن به بخشی از زندگی هنرمندی مبارز، گوشه‌هایی از اوضاع ایران در دورهٔ پادشاهی رضاشاه را نشان می‌دهد و به فعالیت‌هایی اشاره می‌کند که در آن سال‌ها برای مبارزه با پادشاهی رضاشاه پهلوی انجام می‌گرفت.

اگر خوشگل نبودم و کارم را جدی می‌گرفتم، شاید چیزی از آب درمی‌آمدم. اما چون سرسری و دمدمی بودم و هر مانعی به میل و اراده پدرم از جلوی پایم برداشته می‌شد، از شانزده سالگی حس کردم که با صورتم بیشتر می‌توانم جلوه کنم تا با هنرهای دیگری که داشتم یا می‌توانستم کسب کنم. در نتیجه هیچ کاری را جدی نمی‌گرفتم، همیشه راه سهل‌تر را انتخاب می‌کردم.

از مجموعه «چشم‌هایش»
چشم‌هایش رمان برجستهٔ علوی است و چاپ نخست آن در ۲۸۷ صفحه در سال ۱۳۳۱/ ۱۹۵۲م بود. در مرداد ۱۳۹۵، انتشارات نگاه برای پانزدهمین بار این رمان را بازچاپ کرد. برپایهٔ آمار ۱۳۹۳ از مؤسسه خانه کتاب بس‌خوانده‌ترین اثر بزرگ علوی است. آن را از معدود آثار داستانی فارسی می‌دانند که «در مرکز آن، یک زن با همهٔ احساسات و اندیشه‌هایش جای دارد.» که ویژگی‌های خاصی دارد و داستان با محوریت زن خلق شده‌است. جمال میرصادقی، این رمان را نقطه عطفی در مسیر ادبیات داستانی فارسی دانست. به زبان‌های گوناگون نیز ترجمه شده‌است؛ انگلیسی، فرانسوی، آلمانی و عربی. بنیاد سینمایی فارابی در ۱۲ تیر ۱۳۸۶ از توافقی برای ساخت فیلمی برپایه این رمان، خبر داد.

دربارهٔ نقاشی سرشناس به نام «استاد ماکان» است که در تبعید می‌باشد، زیرا از مبارزان علیه استبداد رضاشاه پهلوی است. از آثارِ به‌جامانده‌اش، پرده‌ای است به نام چشمهایش؛ چشم‌های زنی که گویا رازی را پنهان می‌کند.

راوی داستان که ناظم مدرسه و مدیر نمایشگاه نقاشی است، کنجکاو است که رازِ این چشمان را دریابد. تلاش می‌کند تا مدل آن تابلو را بیابد و دربارهٔ آن از استاد بپرسد. پس از چند سال، ناظم مُدل را پیدا می‌کند که فرنگیس نام دارد؛ در خانهٔ اعیانی فرنگیس، با او به گفتگو می‌نشیند.

فرنگیس می‌گوید که خاستگاهش اشرافی است و از برای زیبایی‌اش، توجه مردان بسیاری را جلب می‌کرده، اما مردان و عشق بازیچه‌اش بوده‌اند. تنها در برخورد با استاد، کسی را می‌یابد که اساساً توجهی به زیبایی و جاذبهٔ او ندارد. برای جلب توجه استاد، در تهران و اروپا با نشست‌های زیرزمینی که زیرنظر استاد است همکاری می‌کند، تا سرانجام به وی نزدیک می‌شود. اما استاد نه فداکاری او را جدی می‌گیرد و نه پی به کُنهِ احساسات و عواطفش می‌برد. در برابر او و به‌ویژه از چشم‌هایش، هراسی گنگ ابراز می‌کند. در پایان، استاد گرفتار پلیس می‌شود و زن پیشنهاد ازدواج با رئیس شهربانی را که یکی از خواستاران قدیمی اوست، می‌پذیرد به شرط آنکه استاد از مرگ نجات یابد. استاد به تبعید می‌رود و البته هیچگاه از فداکاری زن آگاه نمی‌شود.
اوهمهٔ احساس‌ها و تلقی‌های خود از فرنگیس را در پرده‌ای به نام چشم‌هایش به یادگار نهاده‌است. در این چشم‌ها به‌طور کلی زنی مرموز، دمدمی‌مزاج و هوسباز و خطرناک نمایان می‌شود؛ اما زن می‌داند که استاد هیچگاه به ژرفای روح او پی نبرده و این چشم‌ها از آنِ او نیست.

بنا به گفتهٔ محمدعلی سپانلو، علوی در این رمان «روشِ استعلام و استشهاد» را به کار برده، روشی که چند اثر دیگرش را نیز ساخته‌است. «این شیوه بیشتر در ادبیات پلیسی معمول است؛ یعنی کنارهم نهادن قطعات منفصل یک ماجرای از دست رفته و ایجاد یک طرح کلی از آن ماجرا به حدس و قرینه. «بدین ترتیب، یک واقعهٔ گذشته به کمک بازمانده‌های آن نوسازی می‌شود. اشارات تاریخی بزرگ علوی نیز بحث‌ها برانگیخته: استاد ماکان گاهی شبیه کمال‌الملک است. رئیس شهربانی، سخت به آیرم شباهت دارد. اما هیچ‌کدام دقیقاً الگوی واقعی‌شان نیستند. این کار فقط برای خلق فضا انجام شده‌است.» سپانلو همچنین نوشته که نثر علوی، «منظم و سیال است که در قیاس با معاصرانش، بسی امروزی می‌نماید».

### سالاری‌ها
سالاری‌ها از رمان‌های او، در اسفند ۱۳۵۴/ ۱۹۷۶م در برلین چاپ شد. دربارهٔ خاندانی است که بزرگشان برای خود در دورانی سالاری می‌کرده و از آن پس خانواده و خاندانش به سالاری شهرت یافته‌اند؛ خاندانی بزرگ و ثروتمند و پرآوازه، این امر باعث شده‌است که آن‌هایی که بر هر گونه‌ای به این خاندان وابسته‌اند، نام خانوادگی خود را به سالاری دگرگون کنند.

### میرزا
بزرگ علوی میرزا، مجموعه داستان‌های کوتاهش را در طول ۱۵ سال اول زندگی‌اش در آلمان نگاشت که شامل شش داستان کوتاه است. در ۱۳۵۷/ ۱۹۷۹م به‌دست انتشارات جاویدان در ۱۲۲ صفحه چاپ شد؛ اما تاریخ پایان آخرین داستانِ مجموعه، اسفند ۱۳۵۲/ ۱۹۷۴م بوده‌است.
یکی از نکات داستان های این مجموعه؛ استقلال نسبی میان داستان ها است که این باعث می‌شود که در هر اثر خواننده با خلق جدیدی روبه‌رو باشد؛ اما مهمتر از همه آنکه سبک هنری بزرگ علوی در تمام آثارش حفظ شده است. این کتاب شامل داستان هایی با عناوین "میرزا"، «آب»، «دربدر»، «احسن القصص»، «وبا» و «یکه و تنها» می‌شود. 

### گیله‌مرد
گیله‌مرد یک مجموعه داستان کوتاه است، شامل هشت داستان با عنوان‌های «گیله مرد»، «اجاره خونه»، «دزاشوب»، «یه‌ره‌نچکا»، «یک زن خوشبخت»، «رسوایی»، «خائن» و «پنج دقیقه پس از دوازده». نخست در ۱۳۷۶/ ۱۹۹۸م به‌دست انتشارات نگاه در تهران چاپ شد. داستان اصلی آن گیله‌مرد، روستایی گیلانی مبارزی است که به جنبش دهقانی می‌پیوندد و پس از هجوم مأموران و کشته شدن زنش به جنگل پناه می‌برد. شرح ماجرای سه مرد است، گیله مرد و دو محافظ او که وی را به فومن می‌برند و داستان در همین حرکت و اقامت در قهوه‌خانه نزدیک مقصد به تدریج باز می‌شود. دو مأمور تفنگ به دست در میان غرش باد و باران، گیله مرد را- که یک دهقان شورشی است- به فومن می‌برند تا تحویل پاسگاه دهند.
«گلیه مرد» را از نخستین داستان‌های نویسندگان ایرانی می‌دانند که در آن پویایی و حرکت به جای توصیف نشسته‌است. این داستان را با داش آکل از صادق هدایت و تنگسیر از صادق چوبک مقایسه می‌کنند. بنا به دیدگاه جمال میرصادقی، گیله‌مرد «از موفق‌ترین داستان‌های کوتاه فارسی است، که از ویژگی‌های فنی و غنی نیرومندی برخوردار است؛ داستانی دولایه، هم واقع‌گرا و هم نمادین. نویسنده تعهد و رسالت انسانی خود را در قبال آن‌ها ادا کرده‌است. به‌عبارت دیگر، صرف انتخاب درون‌مایه یا مضمون و عصیان کردن علیه ظلم و بر بی‌عدالتی سر برداشتن، نمایش‌گر اعتراض و خشم نویسنده علیه ناروایی‌های اجتماعی نیز هست.»

### روایت
روایت آخرین رمان علوی است که نخست در ۱۳۷۷/ ۱۹۹۹م، دو سال پس از مرگش، در تهران چاپ شد. نویسنده در جمله‌های آغازین آن را نه قصه و نه رمان دانسته. «هیچ گونه حادثهٔ غریب و عجیبی در آن وجود ندارد. حکایت نیست، روایت است. سرگذشت نیست، تاریخچهٔ دورانی است که از روی نواری دربارهٔ رویدادهای زندگی انسانی رنج‌کشیده، نقل شده‌است .» آن را آمیخته‌ای از رمان کلیددار، رمان عقیدتی و رمان خودزندگی‌نامه‌ای دانسته‌اند.

### آثار غیر داستانی
بزرگ علوی کتاب حماسهٔ ملی ایران نوشتهٔ تئودور نولدکه، در ۱۳۱۲/ ۱۹۳۳م دوشیزهٔ اورلئان از فریدریش شیلر؛ در ۱۳۲۹/ ۱۹۵۰م باغ آلبانو از آنتون چخوف و کسب و کار میسیز وارن از جرج برنارد شاو را ترجمه کرد. وی همچنین برخی از آثار هدایت و آثار کلاسیک ایرانی را به آلمانی برگرداند و کتاب تاریخ و توسعهٔ ادبیات معاصر فارسی را در ۱۳۴۲/۱۹۶۳م به آلمانی نگاشت و با اچ. یونگر در تألیف فرهنگ فارسی-آلمانی (۱۳۴۴/۱۹۶۵م) همکاری داشت.

## شمایل فرهنگی
بزرگ علوی یکی از شخصیت‌های رمانِ کمی بهار شهرنوش پارسی‌پور است.

## نوشته‌ها

### تألیف
- چمدان (۱۳۱۳)
- ورق‌پاره‌های زندان، تهران: جاویدان، ۱۳۵۷، ۱۲۰ صفحه.
- پنجاه و سه نفر، ۱۳۳۰، ۲۴۲ صفحه.
- چشم‌هایش (۱۳۳۱)
- تاریخ و تحول ادبیات جدید ایران (۱۳۳۸)
- سالاری‌ها، تهران: جاویدان، ۱۳۵۷، ۱۷۶ صفحه.
- میرزا، تهران: جاویدان، ۱۳۵۷، ۱۲۲ صفحه.
- موریانه، تهران: توس، ۱۳۶۸، ۲۴۸ صفحه.
- گیله‌مرد (۱۳۷۶)
- روایت (۱۳۷۷)
- دیو!... دیو! و با یکه و تنها، تهران: امیرکبیر، ۱۳۵۷، ۷۲ صفحه.
- نامه‌ها، تهران: امیرکبیر، ۱۳۵۷، ۱۴۸ صفحه.
- اوزبک‌ها: روندی در فرهنگ و جامعه‌شناسی مردم اتحاد جماهیر شوروی سوسیالیستی، ۱۱۲ صفحه.
- تاریخ و توسعهٔ ادبیات معاصر فارسی، ۱۳۴۲ / ۱۹۶۳ م (به زبان آلمانی)

### ترجمه
- حماسهٔ ملی ایران: تئودور نلدکه، ۱۳۱۲ / ۱۹۳۳ م
- دوشیزه اورلئان: فریدریش شیلر، ۱۳۲۹ / ۱۹۵۰ م
- باغ آلبالو: آنتون چخوف
- کسب‌وکار خانم وارن: جورج برنارد شاو

### دست‌نوشته‌ها
دست‌نوشته‌های علوی را همسرش به دانشگاه هومبولت برلین سپرده است.